# 彰化縣芬園鄉文德國民小學
彰化縣芬園鄉文德國民小學簡稱為文德國小，位於臺灣彰化縣芬園鄉，為全彰化縣海拔最高的縣立國民小學。

## 沿革
1961年，彰化縣同安國民學校增設大竹分校。1964年更名為文德分校。1968年6月1日因實施九年國民義務教育，校名改為彰化縣芬園鄉同安國民小學文德分校。1969年8月1日獨立為彰化縣芬園鄉文德國民小學。2015年8月1日實施「英語生態實驗教育學校」。2018年8月1日轉型「語文生態特色教育學校」。

## 歷任校長
- 1969年-1973年：楊海瑞
- 1973年-1977年：李金豹
- 1977年-1982年：張栩煜
- 1982年-1986年：陳耀宗
- 1986年-1989年：江煥宗
- 1989年-1992年：劉伯顯
- 1992年-1995年：利明盛
- 1995年-1999年：劉燕饒
- 1999年-2003年：洪助誠
- 2003年-2007年：葉龍源
- 2007年-2010年：張瑞如
- 2010年-2014年：王有煌
- 2014年迄今：李政穎

## 外部連結
- 彰化縣政府教育處 （页面存档备份，存于）